# 라파엘 카로 킨테로

라파엘 카로 킨테로

라파엘 카로 킨테로(스페인어: Rafael Caro Quintero, 1952년 10월 24일 ~ )는 멕시코의 마약 밀매자다. 1980년대 미겔 앙헬 펠릭스 가야르도, 에르네스토 폰세카 카리요와 함께 과달라하라 카르텔을 설립하였다.
멕시코에서 미국으로 대량의 마리화나를 운송했다. 1985년 미국 마약단속국 (DEA) 요원 키키 카마레나 등의 납치 및 살인 사건의 주요 인물 중 하나다. 살인 사건 이후 도망쳤다. 이후 체포되어 멕시코로 송환되었으며, 그곳에서 살인 혐의로 40년 징역형을 선고 받았다.